# Trofeu Kopa
El Trofeu Kopa és un premi de futbol que es lliura al millor jugador de menys de 21 anys. Està organitzat per France Football.
El guardó porta el nom de l'antic futbolista francès Raymond Kopa i el guanyador és seleccionat pels antics guanyadors de la Pilota d'Or. A diferència del premi Golden Boy, el Trofeu Kopa, encara que menys prestigiós, també està obert a aquells que juguen fora d'Europa.

## Guanyadors

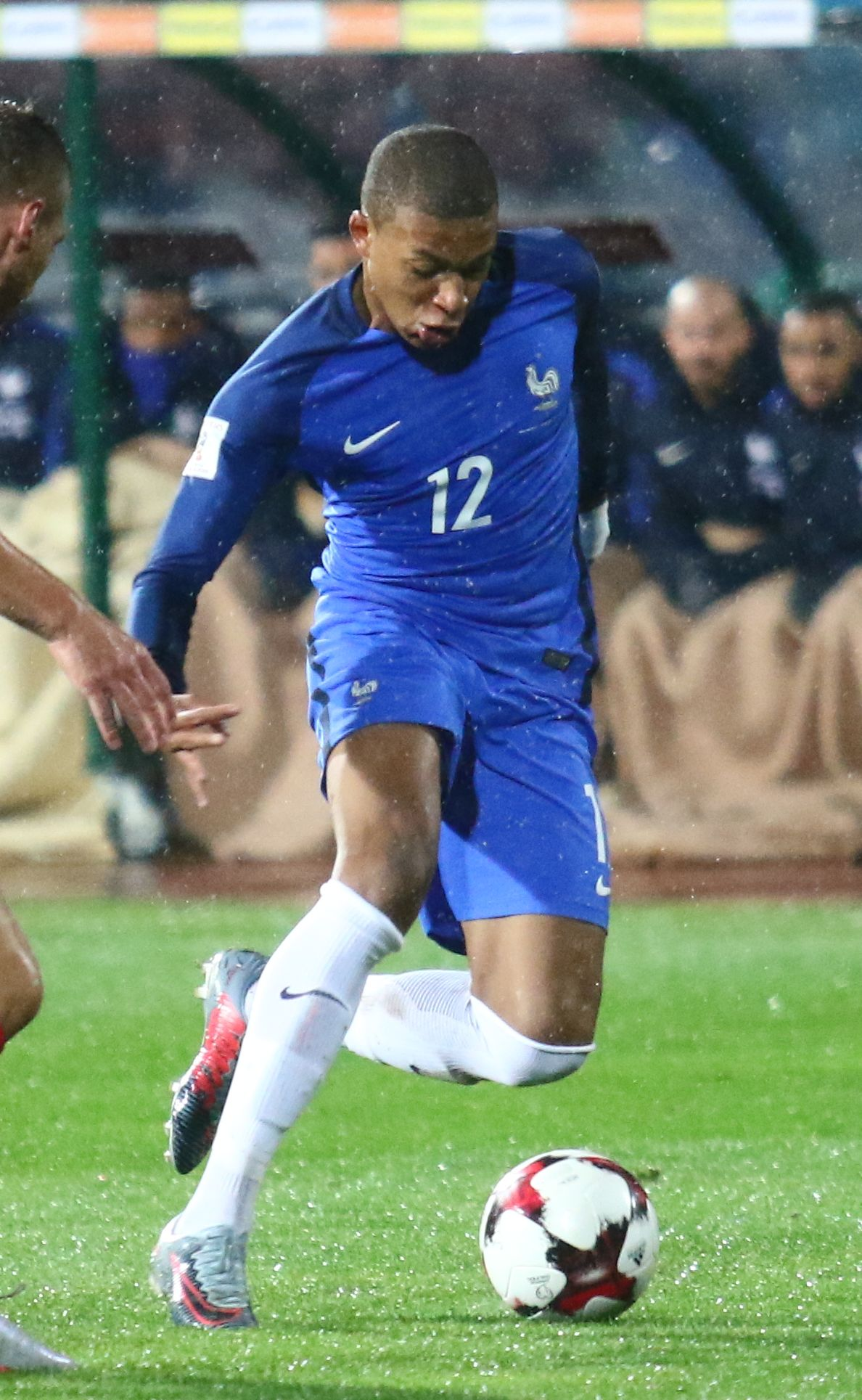
Kylian Mbappé, el guanyador del premi inaugural.

| Any  | Posició                                          | Jugador                                          | Club                                             | Punts                                            |
| ---- | ------------------------------------------------ | ------------------------------------------------ | ------------------------------------------------ | ------------------------------------------------ |
| 2018 | 1r                                               | Kylian Mbappé                                    | París Saint-Germain                              | 110                                              |
| 2018 | 2n                                               | Christian Pulisic                                | Borussia Dortmund                                | 31                                               |
| 2018 | 3r                                               | Justin Kluivert                                  | Ajax Roma                                        | 18                                               |
|      |                                                  |                                                  |                                                  |                                                  |
| 2019 | 1r                                               | Matthijs de Ligt                                 | Ajax Juventus FC                                 | 58                                               |
| 2019 | 2n                                               | Jadon Sancho                                     | Borussia Dortmund                                | 49                                               |
| 2019 | 3r                                               | João Félix                                       | Benfica Atlètic de Madrid                        | 41                                               |
|      |                                                  |                                                  |                                                  |                                                  |
| 2020 | Cancel·lat a causa de la pandèmia de la COVID-19 | Cancel·lat a causa de la pandèmia de la COVID-19 | Cancel·lat a causa de la pandèmia de la COVID-19 | Cancel·lat a causa de la pandèmia de la COVID-19 |
|      |                                                  |                                                  |                                                  |                                                  |
| 2021 | 1r                                               | Pedri                                            | FC Barcelona                                     | 89                                               |
| 2021 | 2n                                               | Jude Bellingham                                  | Borussia Dortmund                                | 39                                               |
| 2021 | 3r                                               | Jamal Musiala                                    | Bayern de Múnic                                  | 38                                               |
|      |                                                  |                                                  |                                                  |                                                  |
| 2022 | 1r                                               | Gavi                                             | FC Barcelona                                     | 59                                               |
| 2022 | 2n                                               | Eduardo Camavinga                                | Rennes Reial Madrid                              | 51                                               |
| 2022 | 3r                                               | Jamal Musiala                                    | Bayern de Múnic                                  | 47                                               |
|      |                                                  |                                                  |                                                  |                                                  |
| 2023 | 1r                                               | Jude Bellingham                                  | Borussia Dortmund Reial Madrid                   | 90                                               |
| 2023 | 2n                                               | Jamal Musiala                                    | Bayern de Múnic                                  | 42                                               |
| 2023 | 3r                                               | Pedri                                            | FC Barcelona                                     | 33                                               |
|      |                                                  |                                                  |                                                  |                                                  |
| 2024 | 1r                                               | Lamine Yamal                                     | FC Barcelona                                     | 113                                              |
| 2024 | 2n                                               | Arda Güler                                       | Reial Madrid                                     | 26                                               |
| 2024 | 3r                                               | Kobbie Mainoo                                    | Manchester United                                | 20                                               |